# Ceviche ecuatoriano
El ceviche en Ecuador es un plato que se encuentra distribuido en todo el territorio nacional, incluso en las regiones con poco acceso a los mariscos. 
Dependiendo de la región existen diferentes preparaciones de ceviche dentro del territorio Ecuatoriano, los ceviches ecuatorianos están preparados con mariscos cocidos, a diferencia del ceviche de concha que es crudo. Aunque el ceviche ecuatoriano preponderante es el de camarón, en donde la acidéz se equilibra con la combinación de la naranja agria y tomate con su ligero dulzor. Se puede agregar opcionalmente salsa de tomate y mostaza al gusto.
Es un plato típico en toda la Costa, aunque hay lugares de la Sierra y de la Amazonía que tienen su propia preparación en la que no incluyen mariscos. Existen preparaciones a base de varios tipos de ostras, conchas, camarones, pescado, cangrejo, langosta y langostinos. Es uno de los platos más consumidos en el país; lo venden en las playas, en restaurante populares llamados "cevicherías" y restaurantes gurmés alrededor de todo el Ecuador y en países con grandes comunidades de ecuatorianos como Estados Unidos y España.

## Historia
En el territorio ecuatoriano, ya los habitantes indígenas consumían la gran variedad de peces de mar y de río, mariscos y moluscos que existían en la naturaleza. El ceviche nació tras la llegada de los españoles, en donde los ingredientes traídos por los navegantes se fusionaron con los alimentos consumidos tradicionalmente por los indígenas. La palabra ceviche en Ecuador se relaciona al sufijo iche, que está relacionado con los habitantes de las culturas Jama-Coaque y Manteña. Área geográfica de donde salen varios platillos gastronómicos como: corviche, troliche, viche.
La cultura Valdivia (3.800 a. C.-1.500 a. C.) tenía una dieta que usaba los productos marinos, que luego fueron aprovechados en el ceviche.

## Tipos de ceviches en Ecuador
La mezcla de culturas en toda la América mestiza desde México hasta Chile, con sus diferentes variaciones, incluso dentro de Ecuador existen una gran diversidad de preparación de los cebiches, de camarón, de pescado, de concha, de pata de mula, de ostra, de ostiones, de cangrejo, de langosta y los mixtos que incluyen 2 o más mariscos. El más popular es el ceviche de camarón acompañado por chifles, pero la variedad de ceviches es amplísima. Debido a la preferencia de los habitantes de la sierra por los granos y a la escases de los mariscos, en la sierra existe 2 variedades de ceviches vegetarianos, como el cebichocho y el ceviche de palmito.

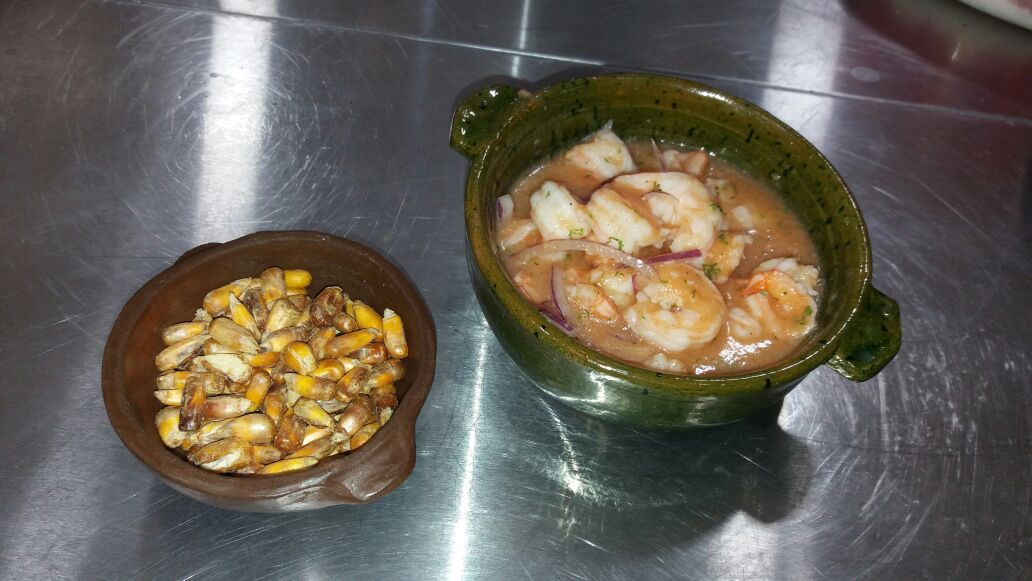
Ceviche de camarón ecuatoriano

### Ceviche de camarón
Ecuador es el mayor productor de camarones a nivel mundial, por lo que su bajo costo y fácil acceso lo ha convertido en el ingrediente de preferencia en la elaboración de ceviche, expende en todo el territorio ecuatoriano, durante todo el año, es preparado con camarones hervidos, jugo de limón, de naranja, de tomate, cilantro, pimienta, cebolla colorada picada en pluma en cantidades abundantes. Su marinado y acompañamiento varía regionalmente, incorporando o prescindiendo del jugo de naranja o del ají rocoto y mostaza, va acompañado de chifles.

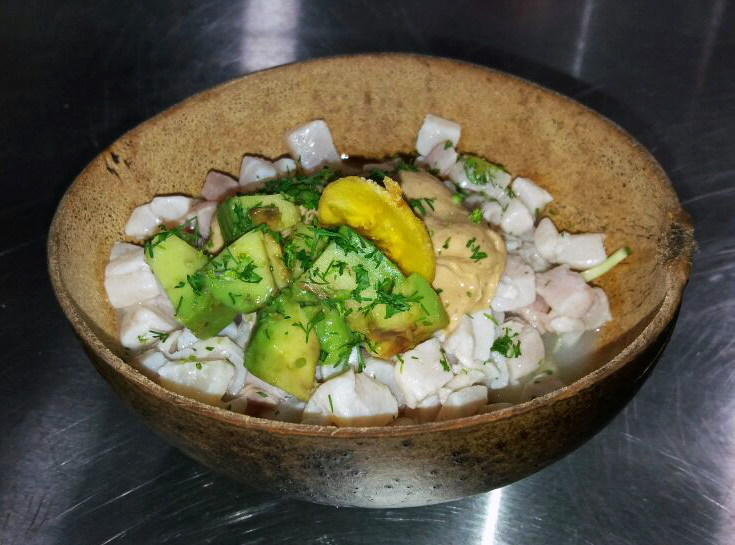
Ceviche manaba

### Ceviche de pescado
El clásico o tradicional de la región costera, en su preparación se emplea de distintos tipos de pescados, cortado en cubitos que son adobados en jugo de limón, cebolla colorada cortada en anillos y marinada en jugo de limón con sal, y cilantro picado, y se sazona con sal y pimienta.
Ceviche manaba, es originario de Jipijapa, su preparación consiste en agregarle una porción de pasta de maní, con una porción aguacate agregada al tradicional cebiche de pescado. Este plato es considerado por muchos como un plato afrodisiaco.
Ceviche de pinchagua, originario de Quevedo, Manta y Portoviejo,en Manabí se prepara este ceviche marinando la pinchagua, apenas cocinadas o encurtidas, en jugo de limón con espinas y huesos por alrededor de cuatro horas. El ceviche de pinchagua es una comida habitual que las familias preparan como parte de su menú diario por su bajo costo.

### Ceviche de concha negra
El ceviche de concha negra es uno de los pocos ceviches ecuatorianos originario de la provincia verde Esmeraldas,que se prepara con el ingrediente principal crudo. En su preparación se utilizan conchas vivas y frescas, si el molusco está muerto se desecha, con la carne u jugo extraídas de su concha se las marina en cebollas curtidas rebanadas en cuadritos, limones jugosos, aceite, sal y tomate, se le agrega pimienta y mostaza.
Ceviche pata de mula, para el cebiche de pata de mula (tipo de concha gigante), la preparación es igual que la de concha. Una ostra, saca un plato grande de cebiche. Este plato es propio de la costa, pero mayormente consumido en Guayaquil.

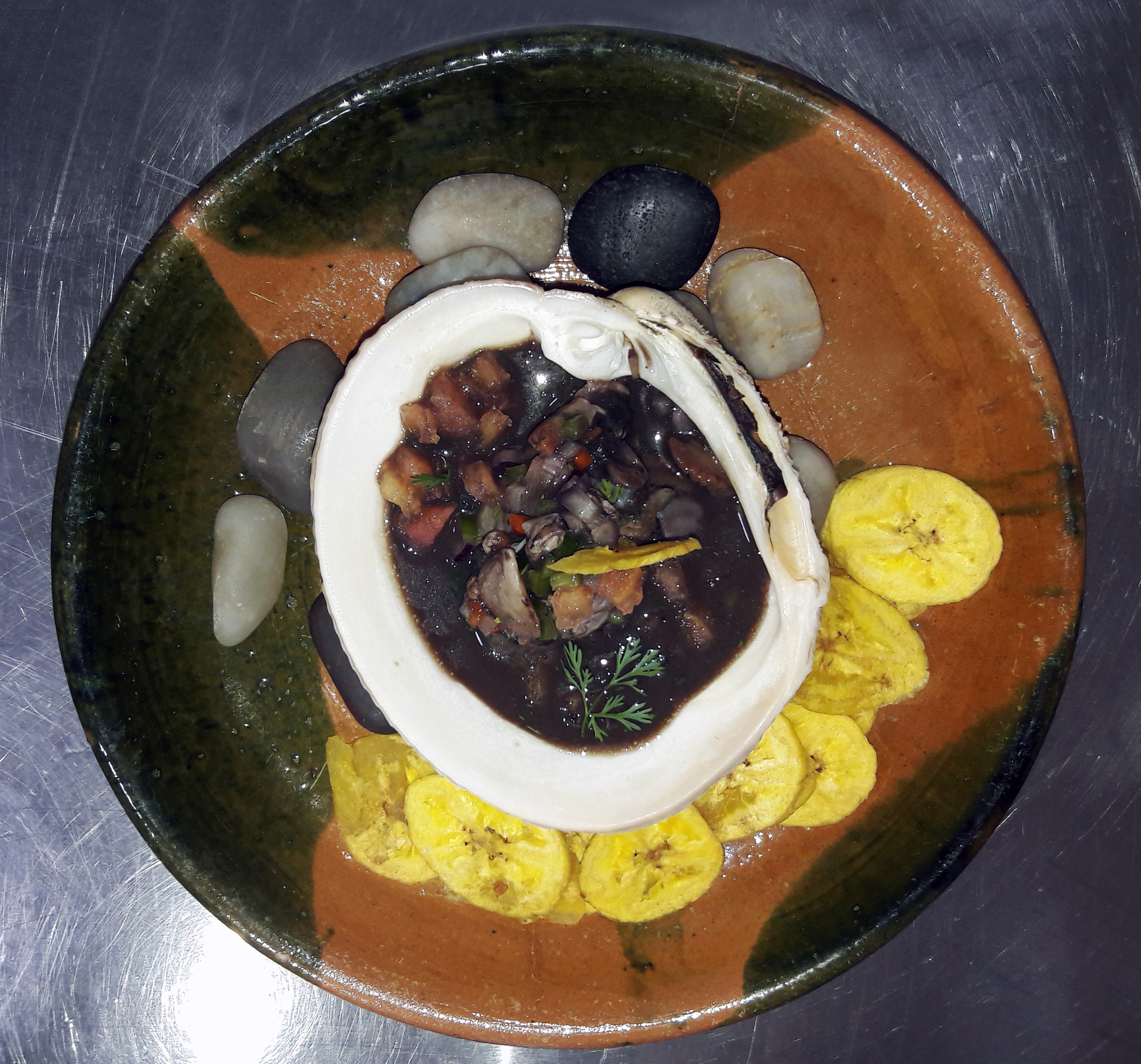
Ceviche de concha

Ceviche de Spondylus (ceviche de los dioses), es muy apetecido desde la época precolombina en la zona del actual Manabí elaborado con el spondylus princeps. El Spondylus fue el manjar preferido de los grandes curacas, caciques, chamanes y se ofreció como símbolo de ritualidad a sus divinidades. Actualmente no es muy consumido debido al elevado valor monetario derivada de la escasez del molusco.

### Ceviche de pulpo o calamar
Es preparado a base de pulpos marinados, tiene su forma original de prepararse, es jugoso, lleva cebolla paiteña o colorada picada, cilantro, tomate y hasta pimiento verde, que me fascina ponerle y lo que lo eleva a otra dimensión, unos ricos y frescos limones recién exprimidos. Un chorrito de aceite de oliva y ají. Es típico de la provincia de Manabí.

### Ceviche de langosta
Un ceviche típico de Galápagos y la región costera, es considerado como un plato afrodisiaco.

### Ceviche de hígado
Es considerado tradición de la provincia de Loja, su preparación consiste en hígado de res o de chancho cocido en agua con cebolla blanca y ajo posteriormente picado en cuadritos y marinado en jugo de tomate con limón al que se le agrega cebolla colorada picada y cilantro, acompañado de maíz tostado y canguil.

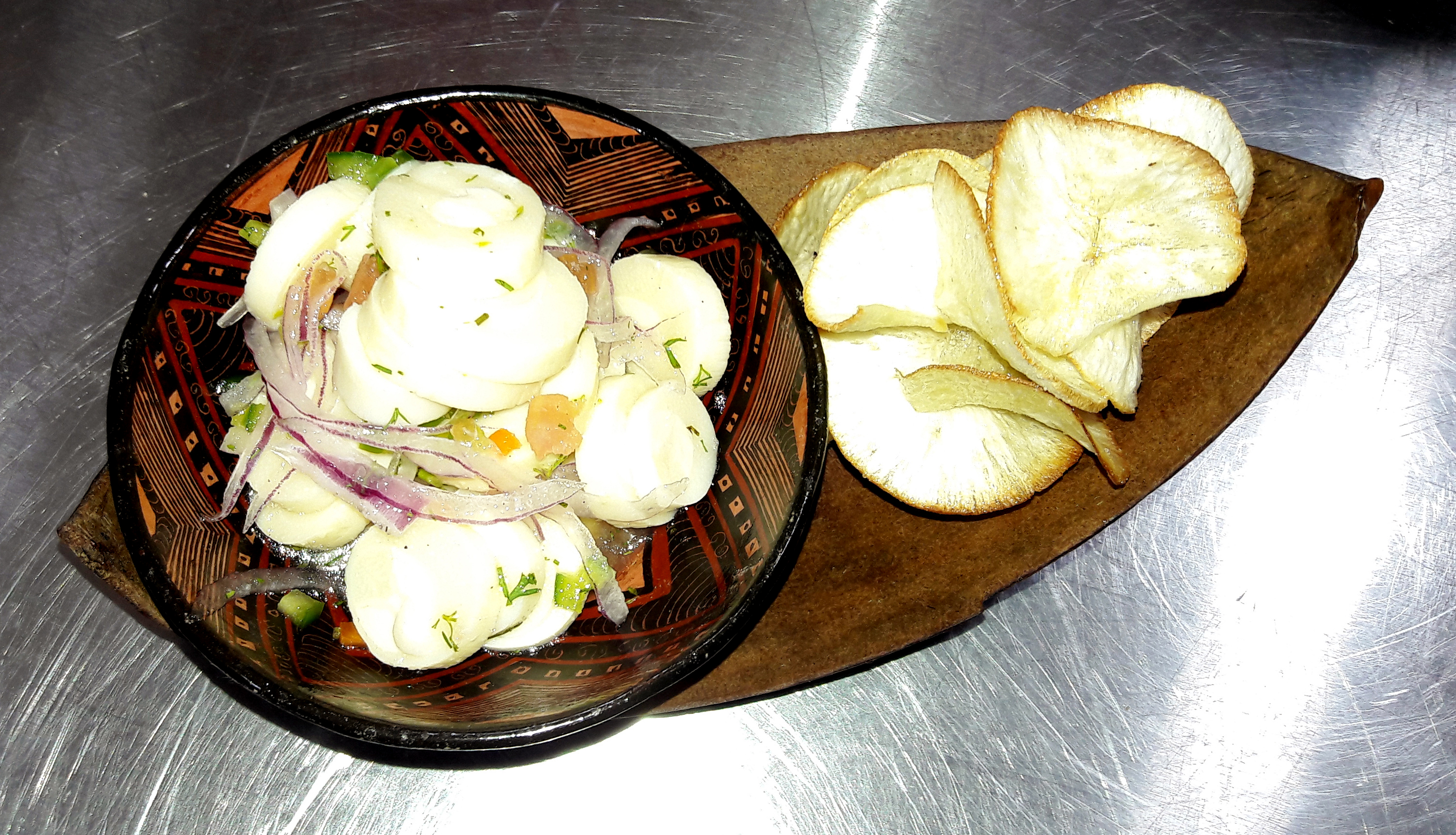
Ceviche de palmito

### Ceviche de vegetales
En la región sierra, donde es difícil encontrar la producción de mariscos, se puede encontrar distintos tipos de ceviches vegetarianos, se prepara el cebiche de chochos, conocidos popularmente como cevichochos, cuya preparación es la siguiente: se deja remojando el chocho durante la noche, al día siguiente los chochos se cuecen con el agua, se adiciona un encebollado, conocido también como curtido; tomate picado, cilantro, sal, limón , y si se quiere, se le puede agregar ají. Se acompaña con maíz tostado, canguil y chifles de plátano verde. También se hacen ceviches de palmito en Nanegalito, y de callampas o de champiñones que se preparan en forma similar a los de chochos. Son típicos y muy populares en las regiones de Riobamba, así como en Ambato y Quito.

### Otros ceviches
Existen varias recetas de ceviches que por su difícil acceso al ingrediente o por ser de regiones demasiado específicas, no son tan consumidas por la población general, como el ceviche del volquetero (en Puyo), ceviche de pollo, marinero (llamado también mixto o maremoto), ceviche de ostiones, ceviche de cangrejo, ceviche de mango, ceviche de caracol, ceviche de nervio de toro de Loja, ceviche de oreja, ceviche de cuero con chochos de la Sierra, ceviche de testículo de toro, ceviche de cuy, ceviche de carne de Macará, ceviche de catzos de la Sierra, ceviche de ukuy, ceviche de canchalagua típico de Galápagos, entre otros.

## Acompañamientos
Según las diferentes localidades del Ecuador, los ceviches son acompañados de chifles, maíz tostado, patacones, canguil, aguacate. Y se pueden comer con arroz o solo.